# أوكتافيان بوبيسكو (لاعب كرة قدم)
أوكتافيان بوبيسكو (بالرومانية: Octavian Popescu)‏ هو لاعب كرة قدم ومدرب كرة قدم روماني في مركز الوسط، ولد في 25 أبريل 1938 في بوخارست في رومانيا. شارك مع منتخب رومانيا لكرة القدم. أما مع النوادي، فقد لعب مع جامعة كلوج ودينامو بوخارست ورابيد بوخارست ومرسين إيدمانيوردو.

## وصلات خارجية
- أوكتافيان بوبيسكو (لاعب كرة قدم) على موقع قاعدة بيانات كرة القدم.إي يو (الإنجليزية)
- أوكتافيان بوبيسكو (لاعب كرة قدم) على موقع ناشيونال فوتبول تيمز (الإنجليزية)